# کرایتون ستودنی

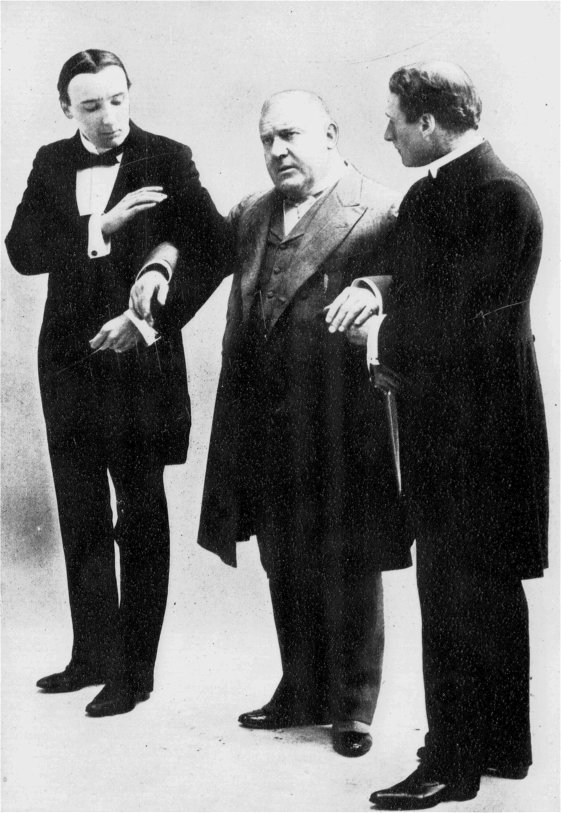
صحنه‌ای از اجرای سال 1902، اچ.بی اروینگ در نقش کرایتون (چپ) و هِنری کِمبل در نقش لرد لوم (مرکز)

کرایتون ستودنی یک نمایشنامهٔ کمدی از جیمز بری است، از سالِ ۱۹۰۲ میلادی.

## منشأ
جیمز بری احتمالاً عنوان نمایش را از نام هموطنش دانشمند و ورزشکاری به نام جیمز کرایتون گرفته است که در قرن شانزدهم میزیسته. شخصیت ارنست که علاقه دارد معما طرح کند، شاید کاریکاتوری باشد از شخصیتی در کتاب «اهمیت جدی بودن» اثر اسکار وایلد. طرح داستان از «سرزمین بیگانۀ رابینسون» گرفته شده است که یک نمایشنامۀ آلمانی بود اثر لودویک فولدا. در این نمایشنامۀ طنز، کشتی گروهی از مقامات برلینی (که شامل یک سرمایه‌دار، یک پروفسور و یک روزنامه‌نگار می‌شود)، دچار طوفان شده و در یک جزیرۀ ناشناخته گرفتار می‌شوند. در این جزیره، منشی این اشخاص، آرنولد، رهبر طبیعی گروه می‌شود. منتقد انگلیسی آرتور بینگهام واکلی این ارتباط را یک شایعه می‌داند و می‌گوید به درستی آن شک دارد. 

## شخصیتها
بیل کرایتون، سرپیشخدمت
لرد هنری لوم لیزنبی، ارباب خانه
لیدی مری، دختر بزرگش
لیدی کاترین، دختر دومش
لیدی آگاتا، دختر کوچکش
جناب آقای ارنست وولی، خواهرزاده‌اش
تراهرن، کشیش 
لرد براکلهرست، نامزد لیدی مری
لیدی براکلهرست، مادرش
خانم پرکینز، سرخدمتکار
موسیو فلوری، سرآشپز
دوشیزه فیشر، دوشیزه سیمونز، مادموازل ژان، به‌ترتیب ندیمه‌های لیدی مری، لیدی کاترین و لیدی آگاتا
رالستون، نوکر شخصی لرد لوم
تامپست، کالسکه‌چی
توماس و جان، پیشخدمت‌ها
گلادیس، جین و تویینی، کلفت‌های آشپزخانه
پسرک پادو
افسر کشتی

## خلاصۀ داستان

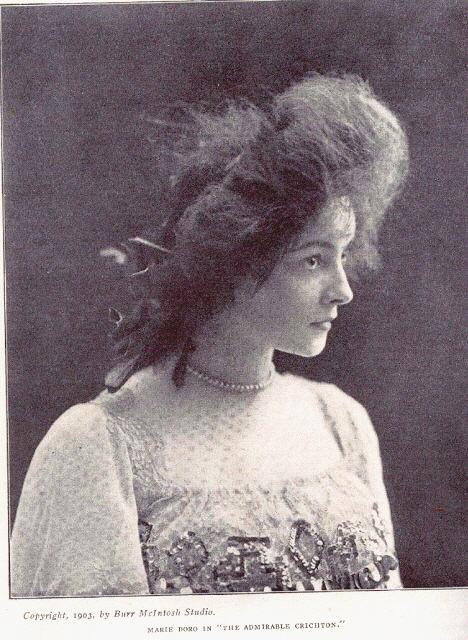
ماریو دورو

لرد لوم یک اشرافزادۀ انگلیسی است که اعتقادی به طبقه‌بندی اجتماعی ندارد. در نظر او اشرافزاده و خدمتکار برابرند و کسی رهبر و مافوق دیگری نیست. او هر ماه یک روز را به افتخار این عقیده‌اش همراه با خدمتکارانش مهمانی برگزار می‌کند. در این مهمانی با خدمتکاران و صاحبخانه به‌طور برابر رفتار می‌شود. سه دختر لرد لوم و بسیاری دیگر از طبقۀ اشراف با او مخالف‌اند. از دیگر مخالفان سرسخت او، سرپیشخدمتش، کرایتون، است که مخالفت خود را علناً اعلام نمی‌کند. تا آنکه لرد لوم، به همراه سه دخترش، خواهرزاده‌اش، یک کشیش، یک ندیمه و البته کرایتون هنگام یک سفر دریایی، در یک جزیره گرفتار می‌شود. در این جزیره ورق به‌طورکامل برمی‌گردد و حالا گروه باید رییس جدید انتخاب کند و البته چه کسی قابل‌تر و تواناتر از کرایتون سرپیشخدمت که برایشان سرپناهی ساخته، شکار کرده و آنها را از شر حیوانات نجات داده است؟ کرایتون جامعۀ جدیدی را می‌سازد که در آن لرد لوم نوکر است، دخترانش خدمتکار و کرایتون ارباب، اما کمک از راه می‌رسد. یک کشتی آنها را نجات می‌دهد. در صحنۀ آخر، آنها در همان جزیرۀ اول (انگلستان) هستند که در آن نه توانایی‌های فرد بلکه عناوین سلطنتی و غیره ارباب را تعیین می‌کند. حالا لرد لوم دوباره ارباب و کرایتون دوباره سرپیشخدمت است.

## تحلیل
جیمز متیو بری در این نمایش موضوع طبقات اجتماعی و تفاوت و تبعیض‌های ناشی از این تقسیم‌بندی را که در آن دوره باب شده بود، مطرح می‌کند. در پایان اولیۀ بری، کرایتون و لیدی مری در پایان نمایش، با همدیگر رابطه‌ای عاشقانه را آغاز می‌کند، اما جیمز بری این پایان را تغییر داد، چون فکر می‌کرد تماشاچی‌ها تاب تحملش را نخواهند داشت.

## اقتباس
بر اساسِ این نمایشنامه چندین فیلم سینمایی و تلویزیونی ساخته شده است، از جمله مرد و زن به سالِ ۱۹۱۹. در کنار آن، می‌توان چندین اجرای تلویزیونی، رادیویی و بسیاری اجراهای صحنه‌ای و نیز اشارات بسیار در آثار دیگر به این نمایشنامه را نام برد.